# Harrikurujärvi
Harrikurujärvi är en sjö i Kiruna kommun i Lappland och ingår i Torneälvens huvudavrinningsområde. Sjön har en area på 0,0921 kvadratkilometer och ligger 470 meter över havet. Harrikurujärvi ligger i Torneträsk-Soppero fjällurskog Natura 2000-område.

## Delavrinningsområde
Harrikurujärvi ingår i det delavrinningsområde (755929-172016) som SMHI kallar för Ovan Karsahakjåkka. Medelhöjden är 501 meter över havet och ytan är 48,66 kvadratkilometer. Räknas de 4 avrinningsområdena uppströms in blir den ackumulerade arean 124,49 kvadratkilometer. Sekkujoki som avvattnar avrinningsområdet har biflödesordning 3, vilket innebär att vattnet flödar genom totalt 3 vattendrag innan det når havet efter 372 kilometer. Avrinningsområdet består mestadels av skog (62 procent) och sankmarker (36 procent). Avrinningsområdet har 0,7 kvadratkilometer vattenytor vilket ger det en sjöprocent på 1,4 procent.